# 任何事
任何事是艾迪塔·歌娳婭的第二張專輯和第一張國際專輯艾迪塔的第四支派台單曲。 

## 背景
這首歌由Pam Sheyne  和 Will Mowat 作曲及填詞，Christopher Neil製作，而單曲封面由攝影師Marlena Bielińska拍攝。
該單曲率先於1998年1月20日在波蘭和比利時發行，後於1999年在歐洲各地發行。歐洲Maxi單曲包括日本版專輯的獨家附贈曲目「四處尋獵 (Hunting High & Low) 」。

## 曲目列表

### 歐洲單曲
1. 任何事 (Anything) (4:08)
2. 感應你的方式 (That's The Way I Feel About You) (3:59)

### 歐洲Maxi單曲
1. 任何事 (Anything) (3:57)
2. 感應你的方式 (That's The Way I Feel About You) (3:59)
3. 四處尋獵 (Hunting High & Low) (3:39)

### 歐洲宣傳單曲
1. 任何事 (Anything) (Single Version) (3:57)

### 波蘭宣傳單曲
1. 任何事 (Anything) (Album Version) (4:08)

## 音樂錄影帶
一開始Edyta在黑色的房間裏唱歌，然後，Edyta在一群舞蹈家面前跳舞。 在下一個場景中，她坐在牀邊，而她的情人正在睡覺。 然後，Edyta再次與一群舞蹈家跳舞。 在下一個場景中，Edyta坐在地板上，然後，在一個紅色的地板和白色和紅色牆壁的房間裏，Edyta的情人吻了她。之後，不同的場景重複，Edyta也對情人顯示擁抱，躺在牀上和躺在她的情人後面的一個椅子上。視頻以Edyta的特寫作結尾 。